# Pour le Mistral
Pour le Mistral è un documentario del 1965 diretto da Joris Ivens.

## Trama
Il documentario ha per tema un elemento naturale, il Mistral, il vento freddo e forte  che soffia nel sud della Provenza (corrisponde al maestrale). Ivens riprende il documentario poetico che aveva sperimentato con Regen Pioggia nel 1929 e con La Seine a rencontré Paris nel 1957, ma stavolta il compito è più difficile perché si tratta di catturare qualcosa di invisibile. Del vento si possono filmare solo gli effetti: la polvere che turbina, le onde tumultuose, i rami degli alberi sbattuti, le persone che faticano a stare in equilibrio..La forza della natura condiziona la vita, il lavoro, le attività umane. Il tentativo di catturare il vento percorre l'opera di Ivens come un filo rosso fino al suo ultimo film Io e il vento.

## Tema centrale
()

## Luoghi e sequenze

### Prima parte
(bianco e nero): 
00:00-00:08	
- Pianura coltivata, casale ai piedi del monte Dromon a Saint-Geniez, valle della Durance,
- rocce di Mourres, il villaggio Rougon aggrappato alla montagna, il picco de la Baume a Sisteron,
- le scarpate del Verdon, panoramiche su Pénitents des Mées e su campi coltivati.

Agricoltori costruiscono una palizzata di canniccio per difendere i campi dal vento. Montoni pascolano sorvegliati da una donna che lavora a maglia. Un cane da pastore. Tori sulla spiaggia. Un pastore conduce le pecore su una piana percorsa dal vento. Panoramiche sulle	Alpes-de-Haute-Provence

### Seconda parte
(bianco e nero): 
00:08 - 00:19	
- Porto di pescatori sul Mar Mediterraneo,
- in una strada dei bambini trasportano secchi di acqua potabile fino a una bidonville
- fabbriche a Marsiglia.
- effetti del vento per le vie cittadine
- Festa dei pastori a Natale a Les Baux-de-Provence e a Eygalières.
- Nuvole e neve su Mont Ventoux.
- Battelli nel porto di Marsiglia

### Terza parte
(a colori): 
00:19-00:30	
- Paesaggi nelle diverse stagioni,
- un tramonto sul mare, il gelo.
- Primavera.
- Terrazza di un caffè de la Régence con giocatori di carte.
- Alpes-de-Haute-Provence -
- Bouches-du-Rhône -
- Camargue - Mar Mediterraneo

L'indicazione delle località riprese nel documentario proviene dal sito francese Cimalpes